# Otto Vautier

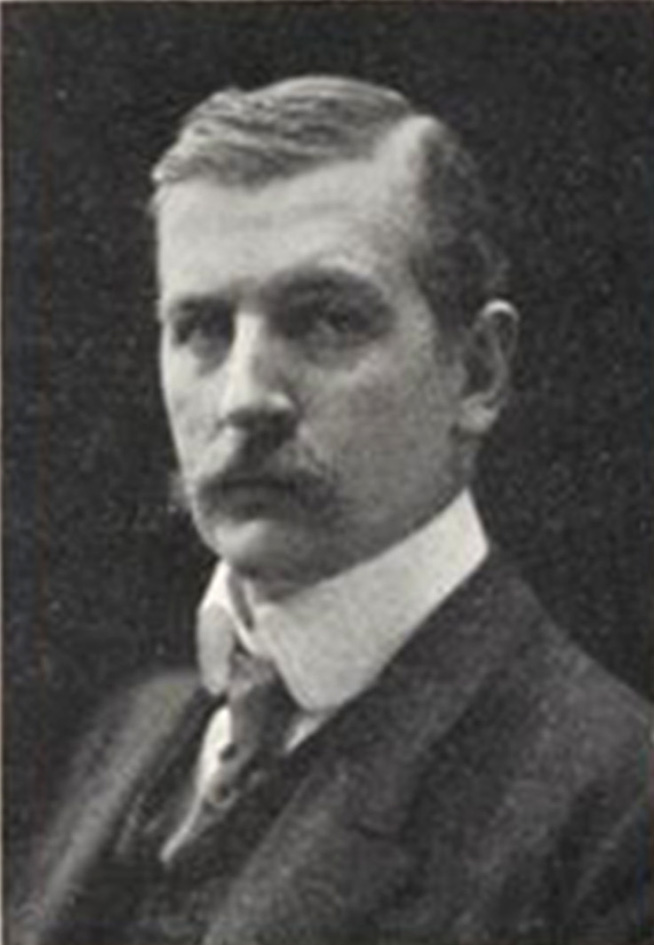
Otto Vautier, Mitglied im Kunst-Ausschuss und Delegierter der Internationalen Kunst-Ausstellung im Kunstpalast Düsseldorf, 1904

Plakat für eine Ausstellung Vautiers in Genf, 1919

Otto Adolphe Paul Vautier (* 9. September 1863 in Düsseldorf; † 13. November 1919 in Genf) war ein Schweizer Maler, bekannt für seine Frauenbildnisse.

## Leben
Otto Vautier, dritter Sohn des Malers Benjamin Vautier und seiner Ehefrau Bertha, geborene Euler, besuchte bis 1882 das Realgymnasium an der Klosterstraße in Düsseldorf. Wie sein älterer Bruder Karl wurde er Maler. Zum Studium der Malerei ging er nach München an die dortige Akademie der Bildenden Künste und wurde Schüler von Fritz von Uhde. Dort begegnete er Leopold von Kalckreuth und verkehrte in den Dachauer Künstlerkreisen. 
Bei seinem Aufenthalt in Paris lernte er um 1889 den Maler Ernest Biéler kennen und begleitete ihn ins Wallis nach Savièse und Evolène, wo er sich in der so genannten Schule von Savièse mit Landschaftsmalerei befasste. Einer seiner Schüler war von 1902 bis 1903 sein Neffe Otto von Wätjen. Die Genfer Maler Alfred Rehfous (1860–1912) und John-Pierre Simonet (1860–1915) veranlassten ihn, sich 1906 in Genf niederzulassen. 
In den Jahren 1915 bis 1917 gründete er die Groupe du Falot, deren Hauptthemen die Frau und die sinnliche Liebe war. Vautier stellte in Genf, Zürich und Paris aus und erhielt an der Weltausstellung Paris 1900 die Bronzemedaille. Von 1901 bis 1903 war er Präsident der Gesellschaft Schweizer Maler, Bildhauer und Architekten.
Verheiratet war Vautier mit Louise Marie, einer geborenen Schnell. Ihre Söhne Otto Vautier der Jüngere (1893–1918) und Benjamin Vautier der Jüngere (1895–1974) waren Maler. Otto Vautier verstarb 1919.

## Werk (Auswahl)
- Valaisanne en terrasse, 1894
- Les noyers à Savièse (Nussbäume in Savièse), um 1900
- Orpheline (Die Waise), um 1900
- Wandmalereien in der Schule Les Pâquis im Stadtteil Cité, Genf
- Mère et enfant (Mutter und Kind), 1915
- La Toilette, 1918
- La lettre que l’on attendait
- Schlafender weiblicher Akt mit Strümpfen
- Das Modell[7]
- Jeune Fille Assise[8]
- Junge Frau am Tisch[9]